# Gopalganj (Bihar)
Pour les articles homonymes, voir Gopalganj.
Gopalganj est une ville indienne située dans le district de Gopalganj dans l’État du Bihar. En 2011, sa population était de ?habitants.

## Source de la traduction
- (en) Cet article est partiellement ou en totalité issu de l’article de Wikipédia en anglais intitulé « Gopalganj, Bihar » (voir la liste des auteurs).